# Shōko Hamada
Pour les articles homonymes, voir Hamada.
Shōko Hamada (浜田 彰子, Hamada Shōko), est une joueuse internationale de football japonaise.

## Biographie
Le 21 janvier 1986, Shōko Hamada fait ses débuts dans l'équipe nationale japonaise contre l'Inde. Elle compte deux sélections en équipe nationale du Japon.

## Statistiques
| Équipe du Japon | Équipe du Japon | Équipe du Japon |
| Année           | Matchs          | Buts            |
| --------------- | --------------- | --------------- |
| 1986            | 2               | 0               |
| Total           | 2               | 0               |